# 8427-es mellékút (Magyarország)
A 8427-es számú mellékút egy közel 5 kilométer hosszú, négy számjegyű országos közút Győr-Moson-Sopron vármegye déli részén, Páli településsel és a 86-os főúttal köti össze Vásárosfalu községet.

## Nyomvonala

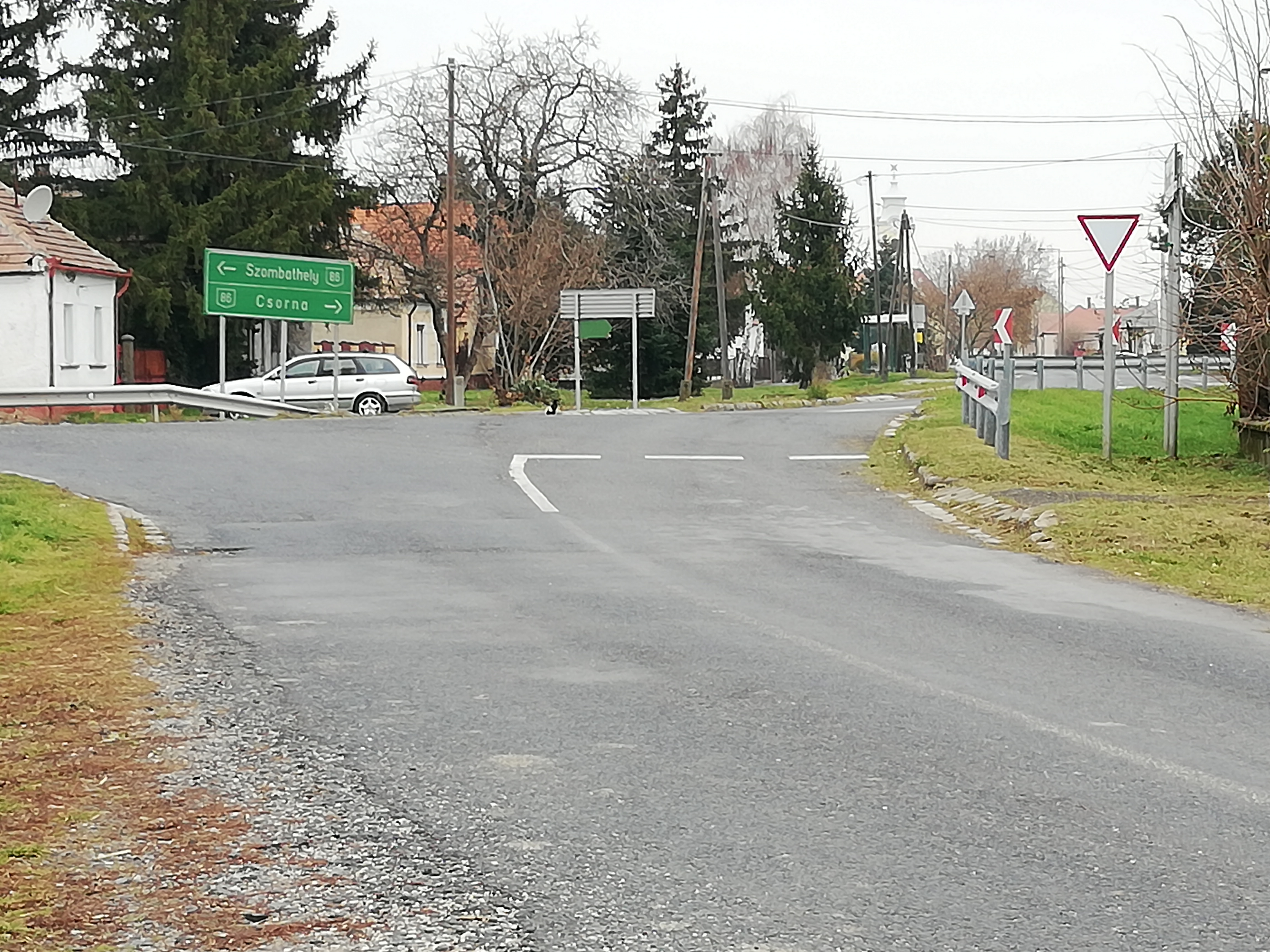
Kiágazása a 86-os főútból Páliban

Páli központjának nyugati részén ágazik ki a 86-os főútból, annak a 130+250-es kilométerszelvénye közelében, dél felé. Települési neve – úgy tűnik – nincs is, alig 300 méter után elhagyja a lakott területet, körülbelül 2 kilométer után pedig átlépi Edve határát. Bő három kilométer megtételét követően éri el e község belterületét, ahol Petőfi Sándor utca néven húzódik végig. Amint elhagyja a legnyugatibb edvei házakat, szinte egyből Vásárosfalu határai közt folytatódik, 4,4 kilométer után pedig ez utóbbi település belterületének déli szélén folytatódik. Úgy is ér véget, beletorkollva a 8428-as útba, annak majdnem pontosan a másfeledik kilométerénél.
Teljes hossza, az országos közutak térképes nyilvántartását szolgáló kira.gov.hu adatbázisa szerint 4,689 kilométer.

## Települések az út mentén
- Páli
- Edve
- Vásárosfalu